# فردیناندو اینوچنتی
فردیناندو اینوچنتی (به ایتالیایی: Ferdinando Innocenti) (زاده ۱ سپتامبر ۱۸۹۱ - درگذشته ۱۹۶۶) کارآفرین، صنعتگر و مخترع ایتالیایی بود، که در سال ۱۹۴۷ شرکت اینوچنتی را تأسیس نمود.